# Nu lukker sig mit øje
"Nu lukker sig mit øje" er en tysk folkemelodi. Den fik dansk tekst af P. Foersom i 1813. Den findes i Den Danske Salmebog som nummer 789.

## Tekst
Nu lukker sig mit øje, 

Gud Fader i det høje, 

i varetægt mig tag! 

Fra synd og sorg og fare 

din engel mig bevare, 

som ledet har min fod i dag!